# Městecký potok (přítok Doubravy)
Městecký potok je pravostranný přítok řeky Doubravy protékající okresy Žďár nad Sázavou a Havlíčkův Brod v Kraji Vysočina. Délka jeho toku činí 9,3 km. Plocha povodí měří 11,3 km².

## Průběh toku
Potok pramení ve Žďárských vrších na západním úbočí Kamenného vrchu v nadmořské výšce okolo 745 m. Jeho pramenná oblast je nejvýše položená z celého povodí řeky Doubravy, jejíž pramen se nachází v nadmořské výšce 623,7 m. Nejprve potok směřuje na jihozápad, protéká osadou Nová Huť, u které se dochovalo funkční vodní dílo, kterým byla přiváděna voda z řeky Sázavy do Městeckého potoka pro potřebu zdejší dnes již zaniklé sklárny. Pod Novou Hutí se potok postupně obrací na západ až severozápad, opouští zalesněnou krajinu a vtéká do Vojnova Městce. Zde přibírá dva větší pravostranné přítoky. Od Vojnova Městce potok proudí mělkým údolím na severozápad, napájí dva větší rybníky, které se nazývají Mlýnský rybník a Mlýnský rybník II. Poté protéká Krucemburkem. Po dalších zhruba dvou kilometrech se vlévá zprava do řeky Doubravy na jejím 78,5 říčním kilometru. Ústí se nachází zhruba půl kilometru jihovýchodně od Ždírce nad Doubravou v nadmořské výšce okolo 540 m.

### Větší přítoky
Za zmínku stojí dva bezejmenné pravostranné přítoky, které se vlévají do Městeckého potoka ve Vojnově Městci. První z nich s délkou 2,7 km se vlévá na 5,7 říčním kilometru. Je tak nejdelším jeho přítokem. Druhý potok, který ústí na 5,2 říčním kilometru, je dlouhý 1,5 km.

## Zajímavosti

### Vodopád
Východně od Vojnova Městce se na pravostranném bezejmenném přítoku ústícího do Městeckého potoka na 5,7 říčním kilometru nachází 2,5 metru vysoký Vojnoměstecký vodopád.

### Přírodní památka
V povodí potoka se nachází přírodní památka Suché kopce.